# Magnum in parvo: Eine Philosophie im Auszug

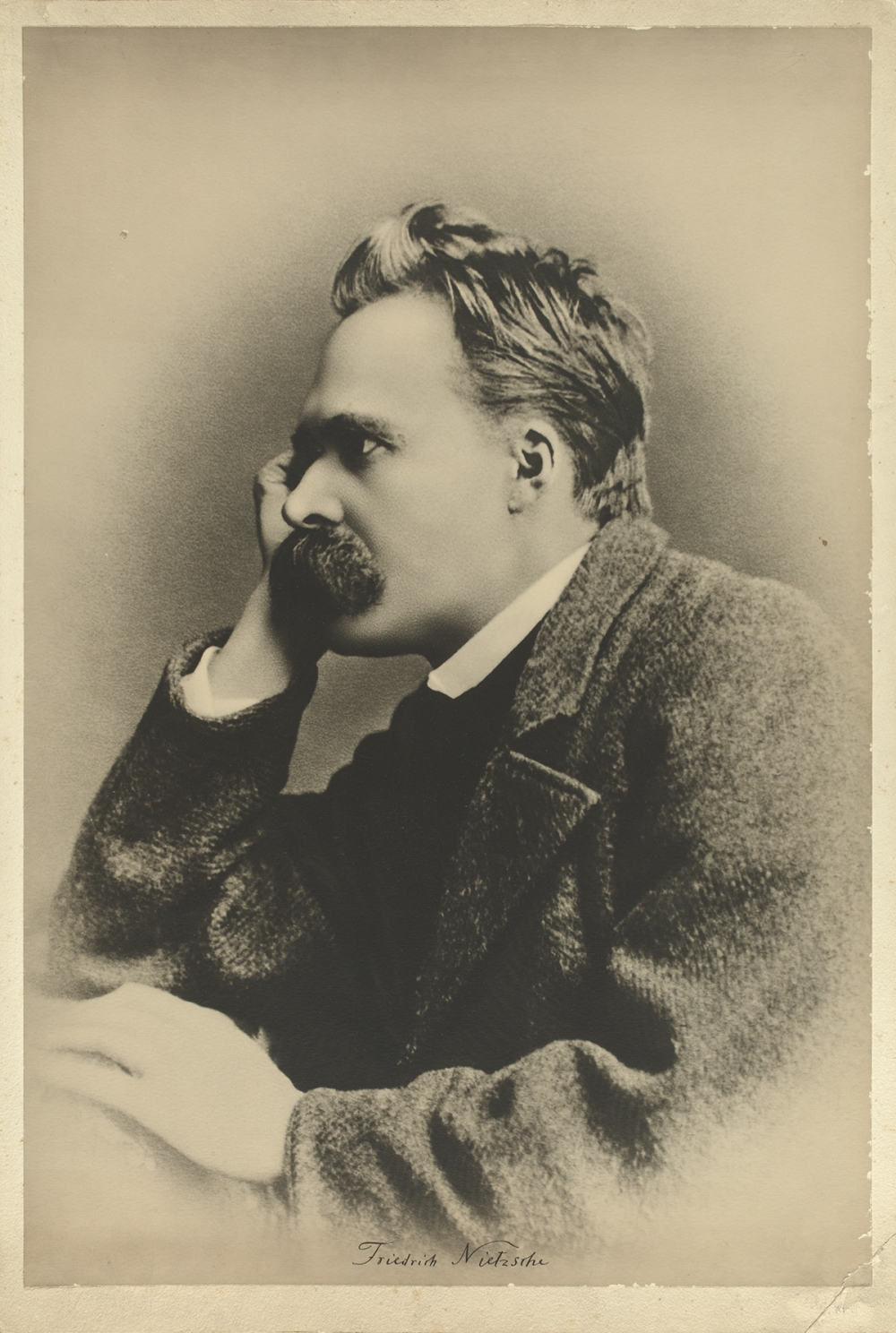
Porträt Nietzsches, 1882 (Gustav Adolf Schultze)

Magnum in parvo: Eine Philosophie im Auszug (1888) ist ein Buchprojekt von Friedrich Nietzsche. Nietzsche konzipierte das Werk von Ende August bis Anfang September 1888 in Sils Maria (Schweiz) im heutigen Nietzsche-Haus, wenige Monate vor seinem geistigen Zusammenbruch.

## Beschreibung und geplanter Aufbau

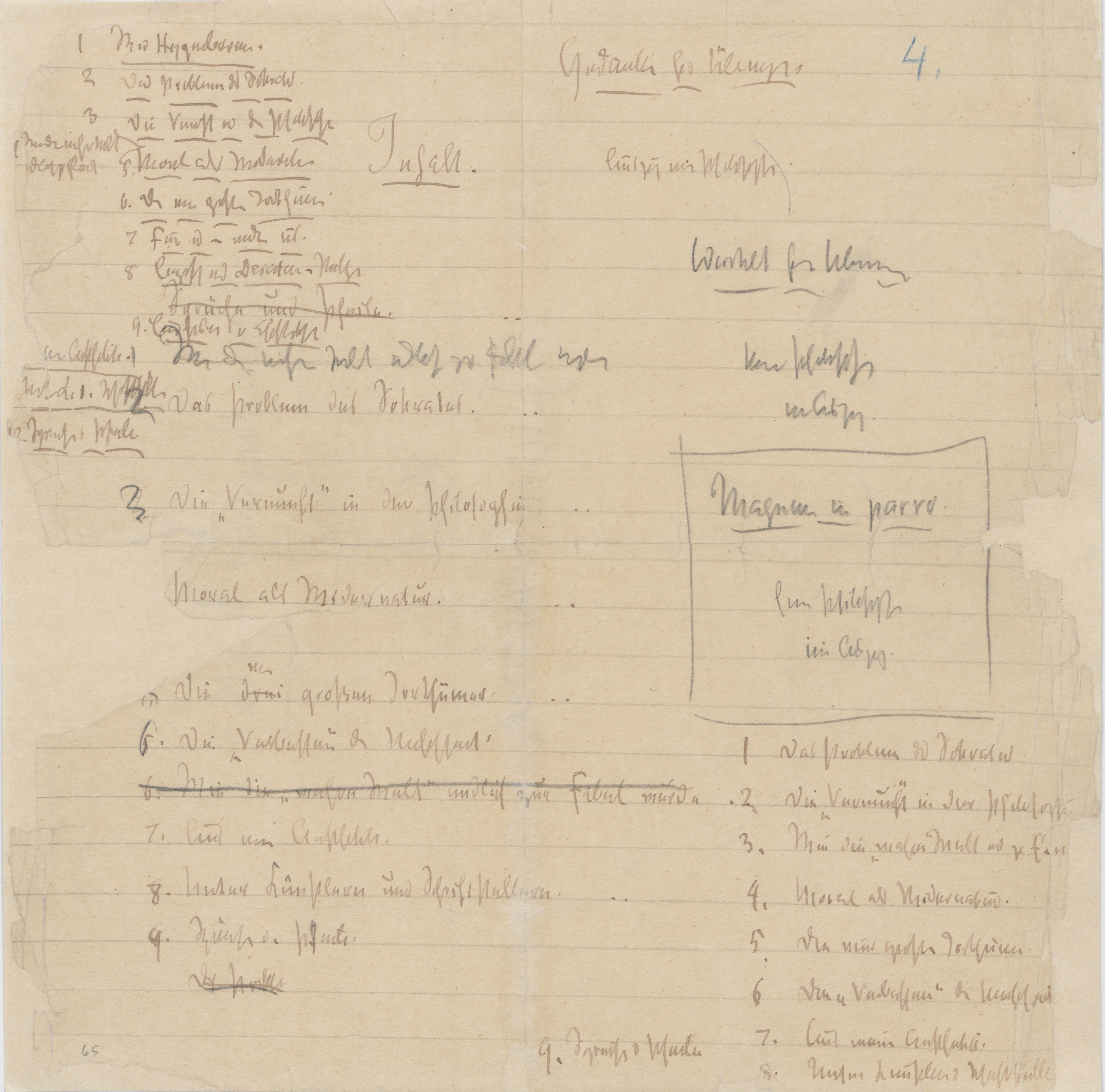
Aus Nietzsches Nachgelassenen Fragmenten: Geplanter Aufbau von "Magnum in parvo. Eine Philosophie im Auszug". Quelle: http://www.nietzschesource.org/DFGA/Mp-XVI-4,29

Es handelt sich um ein Projekt, in dem Nietzsche wohl die Schlüsselthemen seines Denkens zur Sprache bringen wollte. Im Kontext von Nietzsches wachsender geistiger Erregung unmittelbar vor seinem Zusammenbruch konnte dieses Werk jedoch nicht in der geplanten einheitlichen Form erscheinen, sondern vermischte sich mit anderen Materialien und wurde als Teil von zwei verschiedenen Büchern herausgegeben: Götzen-Dämmerung (1889) und Der Antichrist (1894). Der beabsichtigte Titel Magnum in parvo: Eine Philosophie im Auszug stammt aus Nietzsches eigener Hand und ist in seinen Nachgelassenen Fragmenten schriftlich festgehalten.
Im Jahr 2024 erschien eine kommentierte Edition in spanischer Sprache, die versucht, Nietzsches Gedankengänge aus den nachgelassenen Fragmenten und seinen Originalmanuskripten, die von Giorgio Colli und Mazzino Montinari kritisch bearbeitet wurden, kritisch zu rekonstruieren. Colli und Montinari fanden im Goethe- und Schiller-Archiv in Dutzenden von Notizbüchern, Mappen und Bündeln von losen Blättern eine Reihe von Fragmenten, Notizen, Absätzen und Notizbüchern, die Nietzsche nach seinem Tod hinterlassen hatte und die nicht direkt zur Veröffentlichung bestimmt waren. Darunter befand sich auch das Skript mit den einzelnen Kapiteln von Magnum in parvo. Nietzsche plante eine Aufteilung in vier Bänden, von denen jeder in drei Abschnitte unterteilt werden sollte, doch die weitere Realisierung des Projekts wurde schließlich durch den schnellen Ausbruch seiner Krankheit verhindert. Das spanische Editionsprojekt wurde in der spanischen Tageszeitung La Razón besprochen. Die einzelnen geplanten Kapitel tragen folgende Namen:
1. Wir Hyperboreer.
2. Das Problem des Sokrates.
3. Die Vernunft in der Philosophie.
4. Wie die wahre Welt endlich zur Fabel wurde.
5. Moral als Widernatur.
6. Die vier großen Irrthümer.
7. Für uns – wider uns.
8. Begriff einer décadence-Religion.
9. Buddhismus und Christenthum.
10. Aus meiner Ästhetik.
11. Unter Künstlern und Schriftstellern.
12. Sprüche und Pfeile.[10]

Jedes geplante Kapitel enthält eine Reihe von Beobachtungen zum Problem des europäischen Nihilismus. Diese Frage wird im gesamten Werk aus verschiedenen philosophischen Perspektiven angegangen, die sowohl konkrete Überlegungen zu Religion, Ästhetik und Ethik als auch abstraktere Überlegungen zu Metaphysik und Erkenntnistheorie umfassen. Jede dieser Perspektiven ermöglicht es, die Umrisse zu erkennen, die den Horizont von Nietzsches Hauptaufgabe bestimmen: die Umwertung aller Werte.

## Rezeption
Die von Riera Ginestar (2024, 16) ausgearbeitete kritische Rekonstruktion zeigt, dass das Material von Magnum in parvo 67 % des Inhalts der Götzen-Dämmerung und 33 % des Inhalts von Der Antichrist ausmacht. Die Kapitel 2, 3, 4, 5, 6, 10, 11 und 12 wurden in die Götzen-Dämmerung integriert, während Kapitel 1, 7, 8 und 9 im Antichrist aufgenommen wurden.
Die fragmentarische und unsystematische Struktur von Nietzsches veröffentlichten Werken ist zwar ein zentrales Element der schriftlichen Darstellung seines Denkens – für die schriftliche Produktion und die Niederschrift von Nietzsches Gedanken ist sie jedoch zweitrangig. Die literarischen Produktionen Nietzsches lassen sich am besten verstehen, wenn man sie als „Kontinuum von Werken“ begreift, das den natürlichen inneren Zusammenhang von Nietzsches Publikationen genealogisch aufdecken kann (Schaberg 1995, S. XVI; Sommer 2013, S. 73).
Zusammenfassend lässt sich sagen, dass dieses Buch dem Leser die Möglichkeit bietet, die Entstehung und Entwicklung des späten Philosophierens Nietzsches nachzuvollziehen und so die ursprüngliche Verkettung seiner Gedankenwelt klarer zu erkennen. Es ist ein zentrales Werk, welches die Entstehung und die abschließende textliche und historische Entwicklung von Nietzsches Denken erläutert.

## Ausgaben
- Friedrich Nietzsche: Magnum in parvo: Una filosofía en compendio. Traducción, introducción y notas de Joaquín Riera Ginestar. Alianza Editorial, Madrid, 2024. ISBN 978-84-11-48536-4.